# Ministerstwo Energii
Ministerstwo Energii (ME) – polski urząd administracji rządowej obsługujący Ministra Energii, właściwego do spraw dwóch działów administracji rządowej: energia i gospodarka złożami kopalin. Ministerstwo zostało zlikwidowane w 2019, a jego kompetencje przejęły Ministerstwo Aktywów Państwowych i Ministerstwo Klimatu.

## Kierownictwo
- Krzysztof Tchórzewski (PiS) – minister energii od 1 grudnia 2015 do 15 listopada 2019 (wcześniej, od 16 listopada, minister-członek Rady Ministrów odpowiedzialny za organizację resortu energii[1])
- Adam Gawęda – sekretarz stanu od 15 lipca 2019 do 15 listopada 2019
- Krzysztof Kubów – sekretarz stanu od sierpnia 2019 do 15 listopada 2019
- Tadeusz Skobel – podsekretarz stanu od 20 listopada 2017[2]
- Tomasz Dąbrowski – podsekretarz stanu od  4 czerwca 2018[3].
- Stanisław Kazimierz Hebda – dyrektor generalny od 10 października 2017

## Struktura organizacyjna
W skład ministerstwa wchodzi Gabinet Polityczny Ministra oraz następujące jednostki organizacyjne:
- Departament Bezpieczeństwa i Zarządzania Kryzysowego
- Departament Budżetu i Finansów
- Departament Elektroenergetyki i Ciepłownictwa
- Departament Energii Jądrowej
- Departament Energii Odnawialnej i Rozproszonej
- Departament Funduszy Europejskich
- Departament Górnictwa
- Departament Innowacji i Rozwoju Technologii
- Departament Kontroli i Audytu
- Departament Nadzoru i Polityki Właścicielskiej
- Departament Ropy i Gazu
- Departament Spraw Międzynarodowych
- Biuro Administracyjne
- Biuro Dyrektora Generalnego
- Biuro Komunikacji Społecznej
- Biuro Ministra
- Biuro Prawne.

Organ podległy ministrowi:
- Prezes Wyższego Urzędu Górniczego

Jednostki organizacyjne podległe ministrowi lub przez niego nadzorowane:
- Agencja Rezerw Materiałowych
- Centralne Laboratorium Ochrony Radiologicznej w Warszawie
- Główny Instytut Górnictwa w Katowicach
- Instytut Chemicznej Przeróbki Węgla w Zabrzu
- Instytut Chemii i Techniki Jądrowej w Warszawie
- Instytut Energetyki w Warszawie
- Instytut Fizyki Plazmy i Laserowej Mikrosyntezy im. Sylwestra Kaliskiego w Warszawie
- Instytut Nafty i Gazu – Państwowy Instytut Badawczy w Krakowie
- Instytut Optyki Stosowanej imienia prof. Maksymiliana Pluty w Warszawie
- Instytut Organizacji i Zarządzania w Przemyśle „ORGMASZ” w Warszawie
- Instytut Techniki Górniczej KOMAG w Gliwicach
- Narodowe Centrum Badań Jądrowych w Otwocku-Świerku
- „Poltegor-Instytut” Instytut Górnictwa Odkrywkowego we Wrocławiu
- Zakład Unieszkodliwiania Odpadów Promieniotwórczych w Otwocku-Świerku

## Historia
Po raz pierwszy sprofilowany resort o randze ministerstwa zajmujący się w Polsce sprawami energii został powołany ustawą z 10 lutego 1949. Wówczas w miejsce likwidowanego Ministerstwa Przemysłu i Handlu utworzono sześć mniejszych, specjalistycznych resortów, wśród których znalazło się działające od 22 kwietnia Ministerstwo Górnictwa i Energetyki. Funkcjonowało do 30 marca 1950, kiedy na mocy ustawy z 7 marca uległo ono likwidacji, a jego zadania przejęły Ministerstwo Przemysłu Ciężkiego i Ministerstwo Górnictwa.
Ministerstwo Przemysłu Ciężkiego zostało zlikwidowane ustawą z 15 lutego 1952, w jego miejsce zaś 6 marca rozpoczęło działalność m.in. Ministerstwo Energetyki. Na mocy ustawy z 22 marca 1957 połączono Ministerstwo Energetyki, Ministerstwo Górnictwa Węglowego oraz Centralny Urząd Naftowy, tworząc 5 kwietnia 1957 ponownie Ministerstwo Górnictwa i Energetyki.
Nazwę tę, po połączeniu na mocy ustaw z 27 marca 1976 resortu górnictwa i energetyki z Urzędem Energii Atomowej, zmieniono na Ministerstwo Energetyki i Energii Atomowej. Do poprzedniego miana powrócono 10 lipca 1981 (ustawa z 3 lipca), łącząc MEiEA z Ministerstwem Górnictwa oraz wydzielając urząd Pełnomocnika Rządu do Spraw Energetyki Jądrowej.
Resort energii uległ likwidacji 24 października 1987 ustawą z wcześniejszego dnia w ramach szerokiej reformy administracji rządowej. Jego zadania przejęło Ministerstwo Przemysłu (od 1991 Ministerstwo Przemysłu i Handlu). Zlikwidowane zostało ono w 1997 w wyniku reformy Centrum. Jego obowiązki podzielono i przekazano innym resortom; sprawami energii zajmowały się kolejno Ministerstwo Gospodarki (1997–2003), Ministerstwo Gospodarki, Pracy i Polityki Społecznej (2003–2004), Ministerstwo Gospodarki i Pracy (2004–2005) i ponownie Ministerstwo Gospodarki (2005–2015). MG zniesione zostało rozporządzeniem Rady Ministrów z 7 grudnia 2015 (zmiana ograniczyła się praktycznie do przekształcenia nazwy w Ministerstwo Rozwoju). Dzień później (z mocą obowiązującą od 27 listopada) wydzielono z MR komórki oraz pracowników obsługujących działy energii i gospodarki złożami kopalin, tworząc ponownie po 28 latach specjalny resort ds. energetyki – Ministerstwo Energii. Ministerstwo zostało zlikwidowane 19 listopada 2019 roku w momencie wejścia w życie rozporządzenia Rady Ministrów z dnia 19 listopada 2019 r. zmieniające rozporządzenie w sprawie utworzenia Ministerstwa Energii. W miejsce Ministerstwa Energii powstało 15 listopada 2019 roku w dniu powołania drugiego rządu Mateusza Morawieckiego Ministerstwo Aktywów Państwowych.